# Los Hornillos

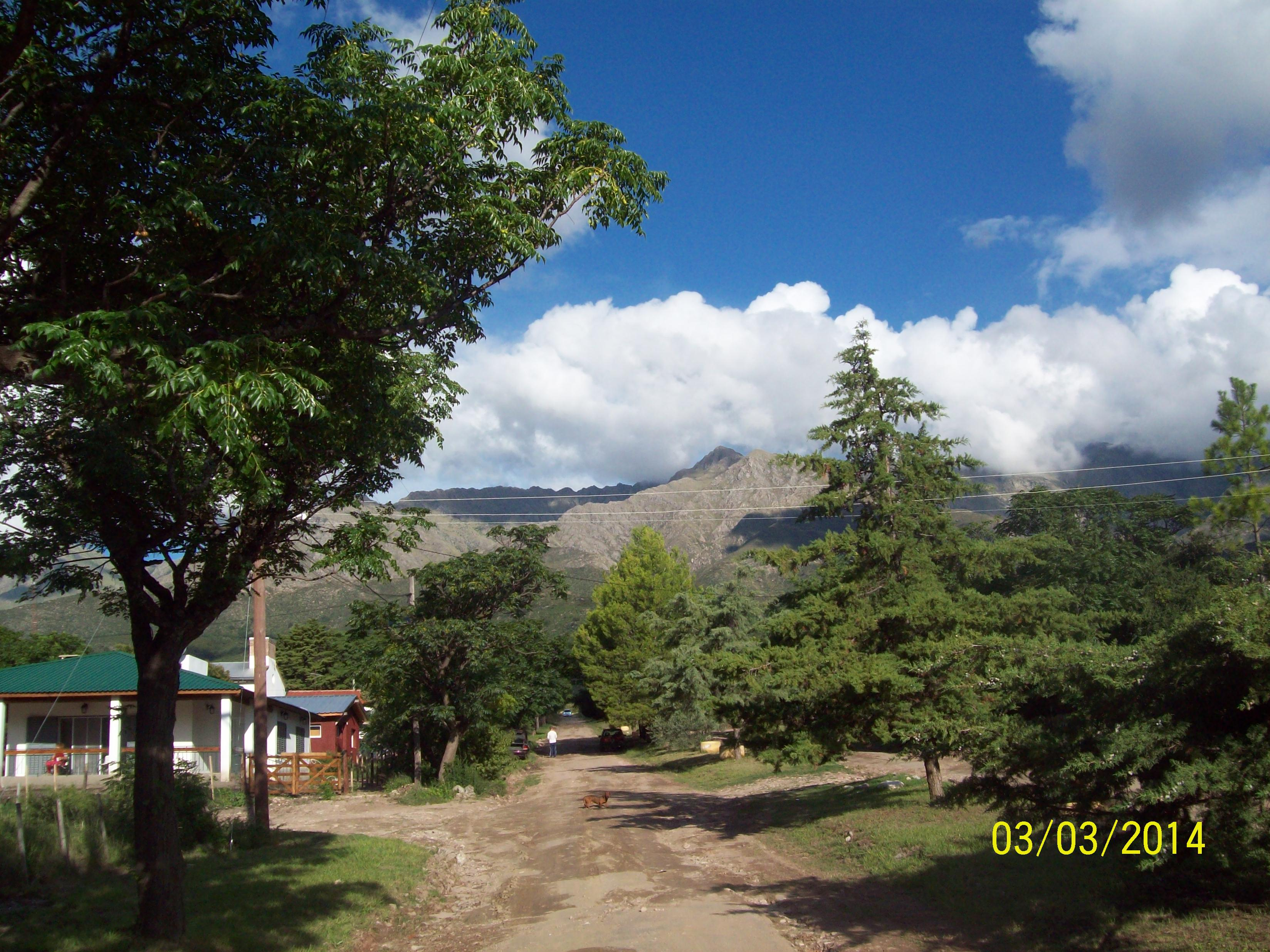
Los Hornillos, Córdoba

Los Hornillos é uma comuna da província de Córdoba, na Argentina.